# 多媒體資訊系統
多媒體資訊系統是於2001年跟香港中央圖書館一起啟用的數碼資料系統，它收錄各種經過數碼化的資料，像是舊報章、場刊、地圖、海報、錄音等等，並有提供中國期刊全文數據庫、慧科電子剪報，方正數字圖書等多個資料庫予用家使用。

## 歷史
多媒體資訊系統為香港中央圖書館最先引入的系統，於2001年跟中央圖書館一起啟用。整個系統於當時的建造花費約為一億六千萬港元，由IBM和ICO聯合開發，並由香港公共圖書館高級館長陳焯華負責項目。當時多媒體資訊系統採用的伺服器型號為IBMRS/600SP和Netfinity NT，以及5TB左右的固態磁碟陣列。它亦配有IBMDB2數碼圖書館軟件。投入服務後IBM一直負責維護系統，最少直到2005年為止。
次年3月，康樂及文化事務署已有把多媒體資訊系統擴到其他公共圖書館的計劃。10月左右開始為計劃招標，最終合約由和記環球電訊奪得。2003年4月《東方日報》引述康文署指首階段擴展計劃已完成，讓公眾能在13間公共圖書館使用該系統。第二階段則在12月完成，讓能夠使用系統的公共圖書館增至25間。7月左右該系統加盟到國際兒童數位圖書館的「網上閱讀兒童圖書計劃」，把20本童書上載到該電子圖書館。2004年，香港政府新聞稿提道該系統能向用家推介館藏資料和顯示有關系統更新的資訊。
2008年時政府已有計劃更新多媒體資訊系統，立法會財務委員會為此在次年1月16日通過9300萬的撥款。2013年4月2日，與中國國家圖書館達成協議，讓該館向多媒體資訊系統提供已數碼化的館藏。同年的報導則指出該系統已開展更新工程。香港公共圖書館在2014年3月左右跟學海書樓達成協議，讓用家能在多媒體資訊系統閱覽該書樓的館藏。次月，香港公共圖書館網站正式換上新的版面設計。12月左右則為多媒體資訊系統推出流動應用程式版。
2018年，康樂及文化事務署表示多媒體資訊系統的系統維護市場支援將於2021年到期，因此向立法會申請撥款提升系統，從中整合多媒體資訊系統及其他數碼資源。此一工作在2023年期間仍在進行。2025年5月14日，此一系統停止運作，改由「智慧圖書館系統」取代。

## 內容
多媒體資訊系統在初推出時已收錄各種經過數碼化的資料，像是舊報章、場刊、地圖、海報、錄音等等，當時整個系統約有百萬頁文件，錄音和影像分別合計約有90小時和250小時，並設有電子資料庫及搜尋功能。2001年12月增加進階檢索功能，讓用家能以元數據搜尋資料。系統收錄的錄音和影像總長度在2002年增加到120小時和400小時。同年的報導則表示該系統收錄了托福的教材，而且並非24小時開放給大眾使用。此一做法在2011年仍然維持。
據2011年《信報財經新聞》的報導，用家能在多媒體資訊系統使用的電子資料庫有中國期刊全文數據庫、慧科電子剪報，方正數字圖書等等。此外它亦有專門提供香港各區的研究資料和中文文學創作獎的獲獎作品予用家閱覽。

## 迴響
2002年1月29日，多媒體資訊系統獲得香港電腦學會的「資訊科技應用獎」銀獎。2002年，在馬來西亞的「亞太資訊及通訊科技大獎」中獲得「政府電子化服務」大獎。據《大公報》在2002年3月的報導，它每月有約20萬人使用。2005年1月，該系統總使用人次超過500萬。有關數字在2007年1月時升至超過900萬。該系統在2005年至2015年期間的使用次數增加了約3.5倍，升至500萬次。
2001年，《大公報》記者思念表示因預計能方便自己的工作，所以對多媒體資訊系統的成熟表示期待。2011年，《信報財經新聞》記者楊天帥表示圖書館外借館藏及多媒體資訊系統的相對使用量為100比3，因此認為系統的使用率「難稱滿意」，並把原因歸因於官方欠宣傳。香港大學圖書館視聽資料部主任顧錦明同年指出該系統欠缺元搜索功能，能誤導用家認為資料不在資料庫或圖書館當中。同時亦指該系統訂閱的資料庫較「表面化」。

## 外部連結
- 多媒體資訊系統 （页面存档备份，存于）